# Roheisen

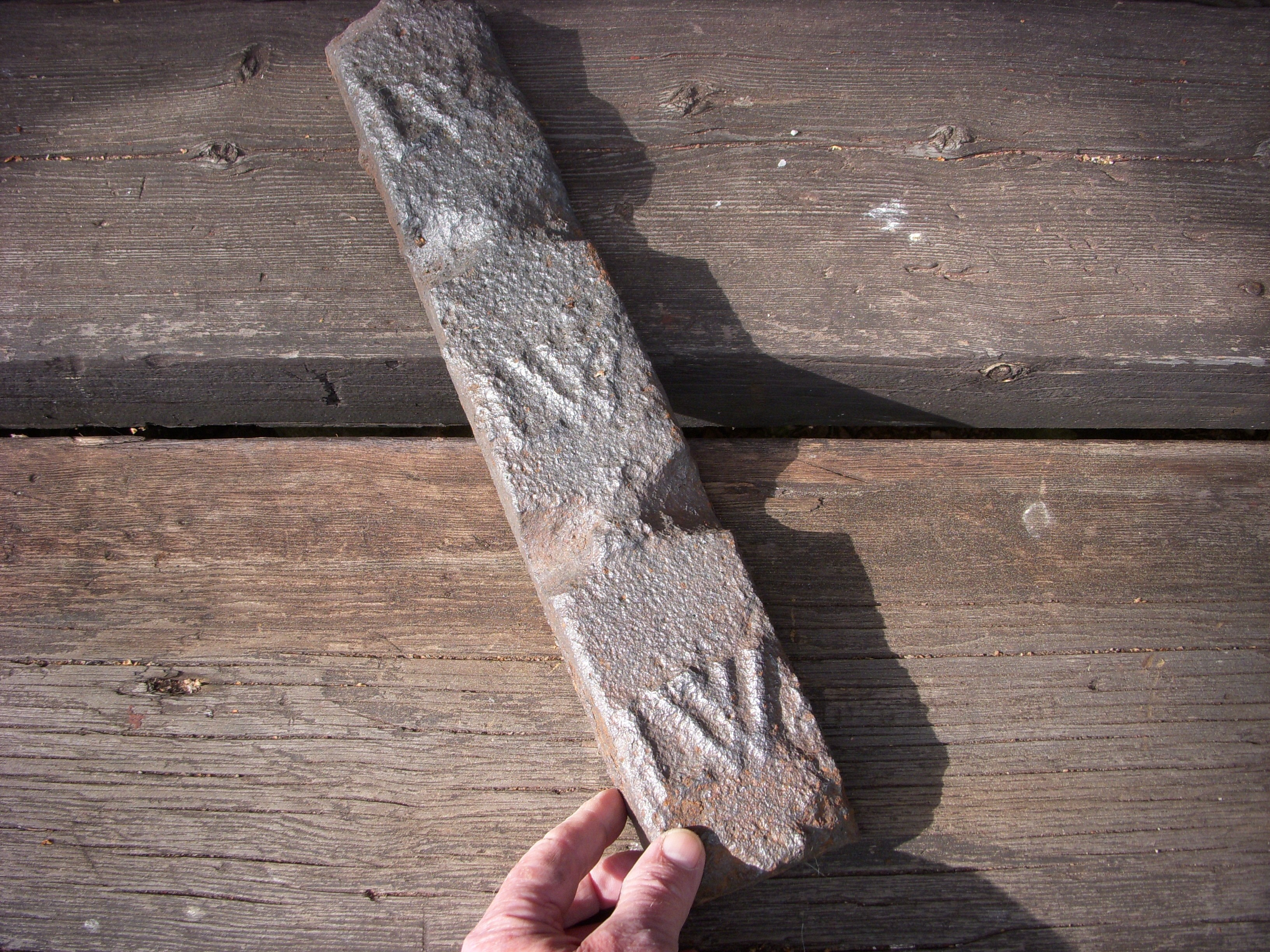
Roheisen

Roheisen ist ein Zwischenprodukt bei der Stahlherstellung über den Hochofenprozess.

## Verarbeitung

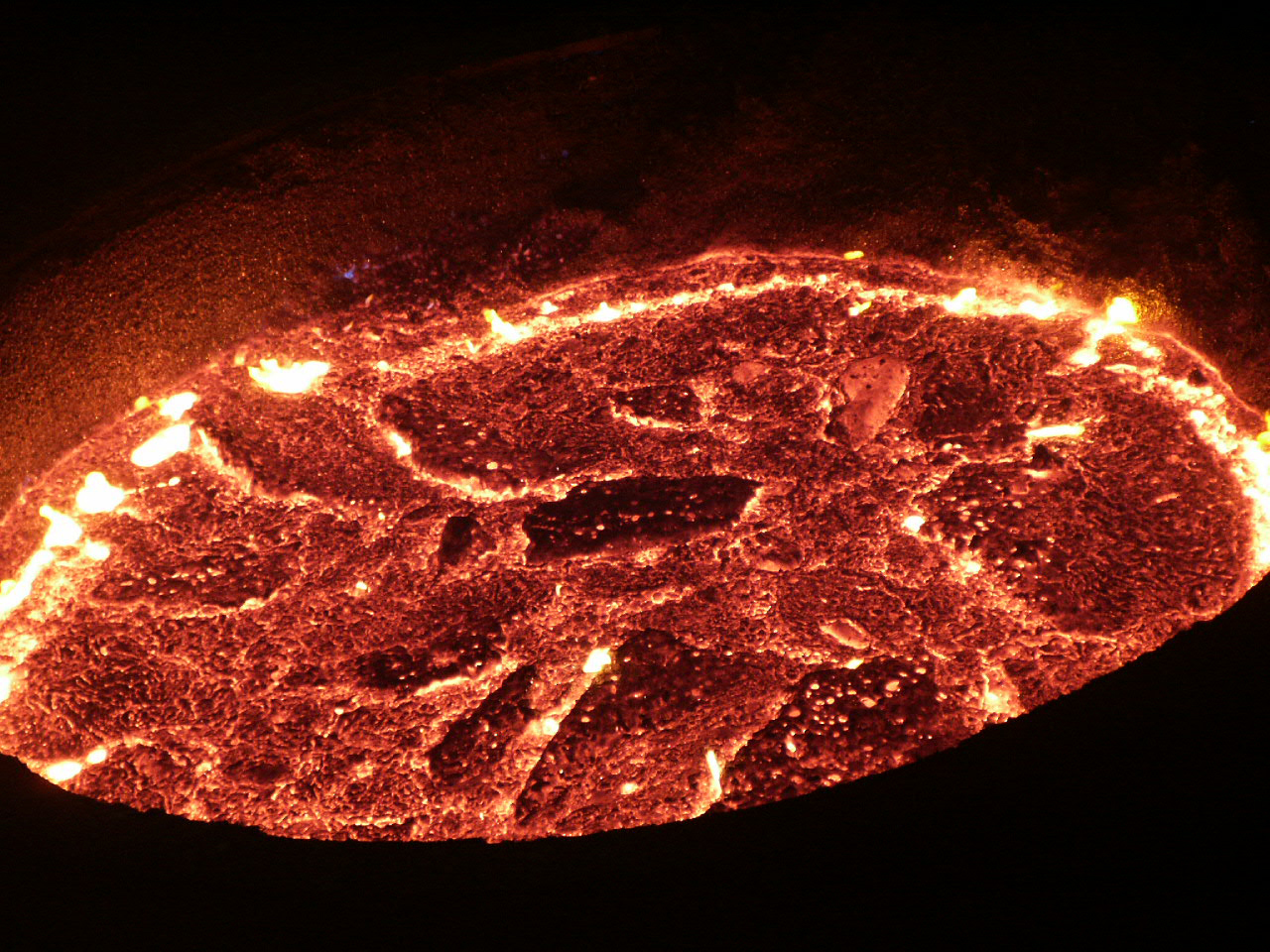
Flüssiges Roheisen

Roheisen kann grundsätzlich direkt als Werkstoff genutzt werden, üblich ist aber die Weiterverarbeitung zu Stahl oder Gusseisen. Die Weiterverarbeitung zu Stahl wird als Frischen bezeichnet, wobei unerwünschte Begleitelemente entfernt werden. Seit Mitte des 20. Jahrhunderts wird dabei Sauerstoff auf das flüssige Roheisen geblasen, sodass die unerwünschten Elemente verbrannt werden. Historisch gab es aber auch zahlreiche andere Methoden.
Roheisen ist nicht schmiedbar oder walzbar. Es muss daher erneut aufgeschmolzen oder direkt beim Gießen zu Fertigprodukten verarbeitet werden. Nach dem ersten Erkalten ist es zu spröde zur Weiterverarbeitung.
Weißes Roheisen wird hingegen im Konverterprozess zu Stahl weiterverarbeitet. Dabei werden im geschmolzenen Zustand auf verschiedene Arten (Einblasen von Sauerstoff, elektrochemische Umwandlung) der überschüssige Kohlenstoff sowie die anderen Fremdstoffe aus dem Roheisen teilweise oder ganz entfernt.

## Eigenschaften
Roheisen besteht aus Eisen mit einem Kohlenstoffgehalt von mindestens 1,7–4 %. Daneben kann es noch Silicium und Mangan, ferner geringe Mengen von Schwefel und Phosphor enthalten. Diese Begleitelemente machen Roheisen in kaltem Zustand sehr spröde, es ist daher weder schmiedbar (walzbar) noch schweißbar, die Verunreinigungen werden dem glühenden Roheisen durch Frischen ganz oder teilweise entzogen. 
Früher wurde Roheisen auch Raueisen oder Rauheisen genannt.
Gusseisen kann eine graue oder weiße Bruchfläche besitzen.
Überwiegt der Siliciumgehalt, ergibt sich nach dem Erkalten Grauguss, der eine graue Bruchfläche aufweist. Überwiegt dagegen der Mangananteil, verbindet sich der Kohlenstoff während des Erkaltens mit dem Eisen zu Eisencarbid. Es ergibt sich eine strahlige, weiße Bruchfläche (Weißes Roheisen). Das Produkt dient nach dem Erstarren auch als Temperrohguss, aus dem durch eine Wärmebehandlung (Tempern) Temperguss hergestellt wird.

## Europäische Normung
| 1 | 2                        | 2                            | 2                              | 3          | 4             | 5                           | 6                         | 7                             | 8             | 9        |
| Nr | Roheisengruppe Benennung | Roheisengruppe Benennung     | Roheisengruppe Benennung       | Kurzname   | % C ges.      | % Si                        | % Mn                      | % P                           | % S höchstens | Sonstige |
| --- | ------------------------ | ---------------------------- | ------------------------------ | ---------- | ------------- | --------------------------- | ------------------------- | ----------------------------- | ------------- | -------- |
| 1.1 | Unlegiert                | Stahl-Roheisen               | Phosphorarm                    | Pig-P2     | (3,3 bis 4,8) | ≤ 1,02)                     | 0,4 bis 6,0 (0,5 bis 1,5) | ≤ 0,25                        | 0,06          | 3)       |
| 1.2 | Unlegiert                | Stahl-Roheisen               | Phosphorreich                  | Pig-P20    | (3,0 bis 4,5) | ≤ 1,02)                     | ≤ 1,5                     | 1,5 bis 2,5                   | 0,08          | 3)       |
| 2.1 | Unlegiert                | Gießereiroheisen             | 4)                             | Pig-1 Si   | (3,3 bis 4,5) | 1,0 bis 4,02) (1,5 bis 3,5) | 0,4 bis 1,52)             | ≤ 0,12                        | > 0,06        | 3)       |
| 2.2 | Unlegiert                | Gießereiroheisen             | 4)                             | Pig-3 Si   | (3,3 bis 4,5) | 1,0 bis 4,02) (1,5 bis 3,5) | 0,4 bis 1,52)             | > 0,12 bis 0,5                | > 0,06        | 3)       |
| 2.3 | Unlegiert                | Gießereiroheisen             | 4)                             | Pig-6 Si   | (3,3 bis 4,5) | 1,0 bis 4,02) (1,5 bis 3,5) | 0,4 bis 1,52)             | > 0,5 bis 1,0 (> 0,5 bis 0,7) | > 0,06        | 3)       |
| 2.4 | Unlegiert                | Gießereiroheisen             | 4)                             | Pig-12 Si  | (3,3 bis 4,5) | 1,0 bis 4,02) (1,5 bis 3,5) | 0,4 bis 1,52)             | > 1,0 bis 1,4                 | > 0,06        | 3)       |
| 2.5 | Unlegiert                | Gießereiroheisen             | 4)                             | Pig-17 Si  | (3,3 bis 4,5) | 1,0 bis 4,02) (1,5 bis 3,5) | 0,4 bis 1,52)             | > 1,4 bis 2,0                 | > 0,06        | 3)       |
| 3.1 | Unlegiert                | Gießereiroheisen             | Sphäro                         | Pig-Nod    | (3,5 bis 4,6) | ≤ 3,02)                     | ≤ 0,1                     | ≤ 0,08                        | 0,03          | 3), 6)   |
| 3.2 | Unlegiert                | Gießereiroheisen             | Sphäro-Mn5)                    | Pig-Nod Mn | (3,5 bis 4,6) | ≤ 4,02)                     | > 0,1 bis 0,42)           | ≤ 0,08                        | 0,03          | 3), 6)   |
| 3.3 | Unlegiert                | Gießereiroheisen             | Kohlenstoffarm                 | Pig-LC     | > 2 bis 3,5   | ≤ 3,02)                     | > 0,4 bis 1,5             | ≤ 0,30                        | 0,06          | 3)       |
| 4.0 | Unlegiert                |                              | Sonstiges unlegiertes Roheisen | Pig-SPU    | 7)            | 7)                          | 7)                        | 7)                            | 7)            | 7)       |
| 5.1 | Legiert                  |                              | Spiegeleisen                   | Pig-Mn     | (4 bis 6,5)   | max. 1,5                    | > 6,0 bis 302)            | ≤ 0,30 (≤ 0,20)               | 0,05          | 3)       |
| 5.2 | Legiert                  | Sonstiges legiertes Roheisen | Pig-SPA                        | 8)         | 8)            | 8)                          | 8)                        | 8)                            | 8)            |          |
| - 1) Die nicht eingeklammerten Werte sind für die Einteilung von Roheisen maßgebend. Eingeklammerte Werte zeigen - nur als Anhalt - die Bereiche an, in denen die tatsächlichen Gehalte an dem betreffenden Element üblicherweise liegen. - 2) Durch Aufspaltung dieses Bereiches in verschiedene Unterbereiche wird die betreffende Roheisengruppe üblicherweise in verschiedene Sorten weiter unterteilt. - 3) Für sonstige Elemente sind keine Mindestwerte festgelegt. Abhängig von beispielsweise den verwendeten Rohstoffen kann das Roheisen jedoch unbeabsichtigt andere Elemente als die in Spalte 4 bis 8 erwähnten enthalten und dies in Prozentsätzen, die bei einigen Elementen einen Wert von etwa 0,5 % erreichen. Solche unbeabsichtigten Gehalte an sonstigen Elementen sind für die Einteilung des Roheisens nicht entscheidend. - 4) Für diese Gießereiroheisengruppen werden unterschiedliche Benennungen wie phosphorarm, phosphormittel (im Englischen teils als medium phosphor, teils als intermediate phosphor bezeichnet), phosphorreich, normales Hämatit, Semi-Hämatit, Cleveland etc. in den verschiedenen Teilen der Welt verwendet und dies teilweise in sehr unterschiedlichem Sinne. Deshalb wird empfohlen, auf internationalem Niveau auf solche Bezeichnungen zu verzichten und in diesen Fällen nur die in Spalte 3 aufgeführten Kurznamen zu verwenden. - 5) Üblicherweise verwendet für entweder perlitisches Gusseisen mit Kugelgraphit oder für Temperguß. - 6) Ein weiteres Merkmal dieser Roheisensorten besteht darin, dass die Gehalte an den die Ausbildung von kugeligem Graphit beeinträchtigenden oder die Carbidbildung fördernden Elementen dem Verwendungszweck der betreffenden Sorte entsprechend niedrig sind. - 7) Zu dieser Gruppe zählt Roheisen, das weder in die Nummern 1.1 bis 3.3 noch in die Nummern 5.1 und 5.2 einzuordnen ist. - 8) Zum sonstigen Roheisen zählt: - a) Roheisen, dessen Siliziumgehalt zwischen > 4,0 und 8,0 % liegt. - b) Roheisen, dessen Mangangehalt zwischen > 6 und 30,0 % liegt, sofern es nicht unter Spiegeleisen (siehe Nr. 5.1) einzuordnen ist. - c) Roheisen, für das für mindestens eines der nicht in den Spalten 4 bis 8 aufgeführten Elemente ein Mindestgehalt vorgeschrieben ist, und - d) Roheisen, dessen Gehalt an mindestens einem der nachstehend aufgeführten Elemente innerhalb der dafür im Folgenden angegebenen Grenzen liegen soll (beachte Fußnote 3). - Cr > 0,3 bis 10,0 % - Mo > 0,1 - Ni > 0,3 - Ti > 0,2 - V > 0,1 - W > 0,1 - für Mo, Ni, Ti, V, W bis zu dem sich aus Tabelle 1 für die "anderen" Elemente ergebenden Gesamtgehalt von 10,0 %. |                          |                              |                                |            |               |                             |                           |                               |               |          |

| Element | Grenzgehalte1) |
| --- | -------------- |
| Mangan | ≤ 30,0 %       |
| Silicium | ≤ 8,0 %        |
| Phosphor | ≤ 3,0 %        |
| Chrom | ≤ 10,0 %       |
| Andere Legierungselemente insgesamt2) | ≤ 10,0 %       |
| - 1) Jenseits dieser Grenzwerte liegen die Ferrolegierungen. - 2) In Zweifelsfällen und entsprechend Tabelle 2, Fußnote 8, Absätze c und d sind als "andere Legierungselemente" mit Ausnahme von Kohlenstoff, Silicium, Mangan, Phosphor und Chrom alle Elemente zu betrachten, für die ein Mindestgehalt vorgeschrieben ist oder deren Gehalt die in Tabelle 2, Fußnote 8, Absatz d, angegebene untere Grenze übersteigt. |                |

| Nr1)                                                     | Roheisengruppe Kurzname1) | Deutsch       | Deutsch                      | Deutsch                        | Französisch      | Französisch            | Französisch               | Englisch  | Englisch              | Englisch                           |
| -------------------------------------------------------- | ------------------------- | ------------- | ---------------------------- | ------------------------------ | ---------------- | ---------------------- | ------------------------- | --------- | --------------------- | ---------------------------------- |
| 1.1                                                      | Pig-P2                    |               | Stahlroheisen                | Phosphorarm                    |                  | Fonte d'affinage       | pauvre en phoshpore       |           | Steel-making pig iron | low phosphorous                    |
| 1.2                                                      | Pig-P20                   | Phosphorreich | Stahlroheisen                | riche en phosphore             | high phosphorous | Fonte d'affinage       |                           |           | Steel-making pig iron |                                    |
| 2.1                                                      | Pig-P1 Si                 | Unlegiert     | Gießereiroheisen             | 2)                             | Non alliées      | Fonte de moulage       | 2)                        | Unalloyed | Foundry pig iron      | 2)                                 |
| 2.2                                                      | Pig-P3 Si                 | Unlegiert     | Gießereiroheisen             | 2)                             | Non alliées      | Fonte de moulage       | 2)                        | Unalloyed | Foundry pig iron      | 2)                                 |
| 2.3                                                      | Pig-P6 Si                 | Unlegiert     | Gießereiroheisen             | 2)                             | Non alliées      | Fonte de moulage       | 2)                        | Unalloyed | Foundry pig iron      | 2)                                 |
| 2.4                                                      | Pig-P12 Si                | Unlegiert     | Gießereiroheisen             | 2)                             | Non alliées      | Fonte de moulage       | 2)                        | Unalloyed | Foundry pig iron      | 2)                                 |
| 2.5                                                      | Pig-P17 Si                | Unlegiert     | Gießereiroheisen             | 2)                             | Non alliées      | Fonte de moulage       | 2)                        | Unalloyed | Foundry pig iron      | 2)                                 |
| 3.1                                                      | Pig-Nod                   | Unlegiert     | Gießereiroheisen             | Sphaero                        | Non alliées      | Fonte de moulage       | à graphite sphéroidal     | Unalloyed | Foundry pig iron      | Nodular (SG) base                  |
| 3.2                                                      | Pig Nod Mn                | Unlegiert     | Gießereiroheisen             | Sphaero-Mn                     | Non alliées      | Fonte de moulage       | à graphite sphéroidal Mn  | Unalloyed | Foundry pig iron      | Nodular (SG) base higher manganese |
| 3.3                                                      | Pig-LC                    | Unlegiert     | Gießereiroheisen             | Kohlenstoffarm                 | Non alliées      | Fonte de moulage       | pauvre en carbone         | Unalloyed | Foundry pig iron      | Low carbon                         |
| 4.0                                                      | Pig-SPU                   | Unlegiert     |                              | Sonstiges unlegiertes Roheisen | Non alliées      | Fonte de moulage       | autres fontes non alliées | Unalloyed | Foundry pig iron      | Other unalloyed pig iron           |
| 5.1                                                      | Pig-Mn                    | Legiert       |                              | Spiegeleisen                   | Alliées          |                        | Fonte Spiegel             | Alloyed   |                       | Spiegel iron                       |
| 5.2                                                      | Pig-SPA                   | Legiert       | Sonstiges legiertes Roheisen | Autres fontes alliées          | Alliées          | Other alloyed pig iron |                           | Alloyed   |                       |                                    |
| - 1) Siehe Tabelle 2. - 2) Siehe Fußnote 4 in Tabelle 2. |                           |               |                              |                                |                  |                        |                           |           |                       |                                    |

Eine DIN-Norm als Vorläufer dieser europäischen Regelung ist nicht vorhanden; in Deutschland wurde die EURONORM 1 (Ausgabe 1981) unmittelbar angewendet.

## Staaten mit der größten Erzeugung

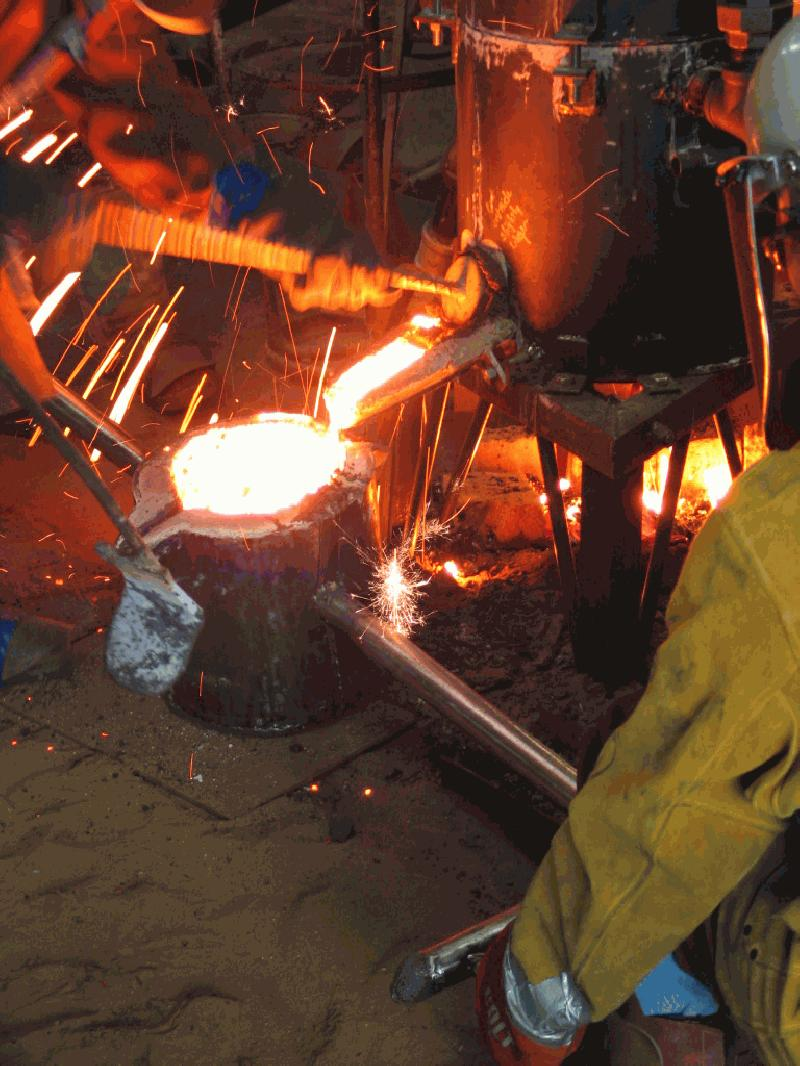
Gewinnung von Roheisen

Das bei weitem bedeutendste Herstellerland für Roheisen ist die Volksrepublik China.
| Rang | Land        | Produktion (in Tausend t) | Rang | Land            | Produktion (in Tausend t) |
| ---- | ----------- | ------------------------- | ---- | --------------- | ------------------------- |
| 1    | China       | 691.410                   | 8    | USA             | 25.357                    |
| 2    | Japan       | 81.011                    | 9    | Ukraine         | 22.148                    |
| 3    | Indien      | 57.334                    | 10   | Taiwan          | 14.305                    |
| 4    | Russland    | 52.682                    | 11   | Türkei          | 10.184                    |
| 5    | Südkorea    | 46.651                    | 12   | Frankreich      | 10.097                    |
| 6    | Brasilien   | 27.803                    | 13   | Großbritannien  | 8.775                     |
| 7    | Deutschland | 27.578                    | …    | weitere Staaten | <7.000                    |